# Acid King
Gli Acid King sono un gruppo stoner/doom metal di San Francisco.

## Storia del gruppo
Gli Acid King sono stati fondati nel 1993 dalla frontwoman Lori S, a cui presto si aggiunsero il batterista Joey Osbourne e il bassista Peter Lucas. Il nome della band è ispirato al libro ‘' Say You Love Satan'’ di David St. Clair. In particolare, deriva dal personaggio di Ricky Kasso (soprannominato Acid King) che commise un omicidio a sfondo satanico a Northport, New York, nel 1984.
Il gruppo ha sviluppato e mantenuto uno stile molto personale nella propria carriera, caratterizzato da accordature ribassate, distorsioni altissime e tempi rallentati. Sono influenzati dai Black Sabbath, dal doom metal e dal rock psichedelico.
Dalla formazione gli Acid King hanno pubblicato cinque album in studio e tre EP, cambiando diversi bassisti.

## Membri

### Membri attuali
- Lori S. – chitarra, voce (1993-oggi)
- Bryce Shelton – basso (2021-oggi)
- Jason Willer – batteria (2021-oggi)

### Membri precedenti
- Peter Lucas – basso (1993-1996) – appare su Acid King e Zoroaster
- Dan Southwick – basso (1996-1998) – appare su Down with the Crown
- Brian Hill – basso (1998-1999) – appare su Busse Woods
- Guy Pinhas – basso (1999-2005) – appare su Free... e III
- Joey Osbourne - batteria (1993–2017)
- Rafa Martinez - basso (2017–2021)

## Discografia

### Album studio
| Anno | Titolo                                  | Formato | Etichetta                                               | Note                                                                                            |
| 1995 | Zoroaster                               | CD      | Sympathy for the Record Industry                        | Album di debutto                                                                                |
| 1999 | Busse Woods                             | CD/LP   | Man's Ruin Records Small Stone Records Kreation Records | Ristampato nel 2004 con bonus tracks (Small Stone). Versione LP pubblicata nel 2007 (Kreation). |
| 2005 | Acid King III                           | CD/LP   | Small Stone Records Kreation Records                    | Versione LP pubblicata nel 2006 su vinile colorato o nero (Kreation)                            |
| 2006 | The Early Years                         | CD      | Leaf Hound Records                                      | Compilation contenente Acid King e Zoroaster                                                    |
| 2015 | Middle of Nowhere, Center of Everywhere | CD      | Svart Records                                           |                                                                                                 |
| 2023 | Beyond Vision                           | CD/LP   | Blues Funeral                                           |                                                                                                 |

### EP
| Anno | Titolo              | Formato | Etichetta                        | Note                                                     |
| 1994 | Acid King           | 10"     | Sympathy for the Record Industry | Disco di debutto                                         |
| 1997 | Down with the Crown | 10"/CD  | Man's Ruin Records               | Ristampato nello stesso anno come split con gli Altamont |
| 2001 | Free...             | CD      | Man's Ruin Records               | Ristampato come split con i Clearlight                   |

### Apparizioni su compilation
- "Not Fragile" (cover dei BTO) su In the Groove (1999 The Music Cartel)
- "Motorhead" (cover degli Hawkwind) su Daze of the Underground (2003 Godreah Records)
- "The Stake" (cover della Steve Miller Band) su Sucking the 70s: Back in the Saddle Again (2006 Small Stone Records)

"Not Fragile" e "Motorhead" incluse nella ristampa di Busse Woods